# Georg Rhein
Georg Friedrich Rhein (* 20. April 1815 in Holzhausen; † 23. Oktober 1876 in Oesdorf) war ein deutscher Kaufmann und Politiker.
Rhein war der Sohn des Restaurateurs Matthias Rhein (1764/1765–1842) und dessen Ehefrau Henriette, geborene Gumben. Er heiratete am 12. Februar 1839 in Münder Sophie Elise Christiane Wrede (1815–1898). Rhein war Kaufmann in Oesdorf, wo er 1851 bis 1854 auch Bürgermeister war.
Von 1851 bis 1854 war er Abgeordneter im Spezial-Landtag für das Fürstentum Pyrmont. Vom 27. Juli 1851 bis 1855 war er Abgeordneter im Landtag des Fürstentums Waldeck-Pyrmont. Er wurde zunächst im XIV. Wahlkreis und dann im Wahlkreis Pyrmont gewählt.